# Verska komisija
Verske komisije so bile verske organizacije, ki so v času protireformacije (16. - 17.  stoletje) so v spremstvu vojakov izganjale protestantske pridigarje, ukinjale protestantske šole, rušile protestantske cerkve in pokopališča, sežigale knjige in izganjale protestantske družine, ki se niso hotele odpovedati svoji veri. Na Štajerskem jih je vodil škof Martin Brenner, na Kranjskem in Koroškem pa Tomaž Hren.